# سيمونا هاليب
سيمونا هاليب (بالرومانية: Simona Halep)‏ (بالرومانية: Simona Halep) (مواليد 27 سبتمبر 1991) لاعبة تنس محترفة رومانية وهي المصنفة الأولى عالمياً في تصنيف لاعبات التنس المحترفات منذ فوزها ببطولة رولان غاروس 2018، وكانت قد وصلت سابقاً التصنيف الأول عالميا في أغسطس 2017 وهي الأعلى تصنيفا والأكثر حصولا على الالقاب من بين لاعبات التنس الرومانيات عبر التاريخ.
حققت أول بطولة جراند سلام لها في رولان غاروس 2018 وكانت قد وصلت قبلها لنهائي أستراليا المفتوحة 2018. كما حصلت سيمونا على بطولة فرنسا المفتوحة للناشئات عام 2008. أما أفضل نتائجها في الجراند سلام فكان الوصول لنهائي فرنسا المفتوحة 2014 ونصف نهائي ويمبلدون 2014 ونصف نهائي أمريكا المفتوحة 2015 كما حصلت على 15 لقباً في مسيرتها حتي الآن أهمهم ثلاث بطولات من فئة الألف نقطة في انديان ويلز 2015 ومدريد 2016 و2017 وثلاث بطولات من فئة التسعمائة نقطة في الدوحة 2014 ودبي 2015 ومونتريال 2016.

## النشأة المبكرة
ولدت سيمونا في مدينة كونستانتا الرومانية وبدأت مُمارسة التنس في سن الرابعة وفي السادسة عشرة من عمرها انتقلت لبوخارست لتطوير مهاراتها. في 2008 شاركت سيمونا في بطولة أستراليا المفتوحة للناشئات لتصل لنصف النهائي أما النجاح الأكبر على مستوى الناشئات فكان في بطولة فرنسا المفتوحة عام 2008، حيث حققت اللقب على حساب مواطنتها إلينا بوجدان.

## 2013-2009 بدايات صعبة وإحباطات عديدة
بعد التحول للمشاركة على مستوى الكِبار، لم تحقق سيمونا التحول الناجح السريع المتوقع للاعبة في إمكانياتها ونجاحاتها على مستوي الناشئات. بداية النجاح في بطولات تنس المحترفات كانت في بطولة ماربيلا الترابية سنة 2010 حيث حققت أول فوز لها في الجدول الرئيسي ووصلت لربع النهائي بعد الفوز علي مواطنتها سورانا كريستيا، ثم في بطولة المغرب الترابية وصلت لأول نهائي لها في بطولات المحترفات ولم يحالفها التوفيق، في أستراليا المفتوحة 2011 حققت أول فوز لها في الجراند سلام حيث وصلت للدور الثالث، ووصلت سيمونا للعام الثاني على التوالي لنهائي بطولة المغرب لكنها خسرت مرة أخرى، ومن نتائجها الجيدة فوزها في نفس العام على الروسية كوزنتسوفا في بطولة كندا والبطلة الصينية نا لي في أمريكا المفتوحة.
في الفترة من عام 2012 إلى منتصف 2013 لم تشهد نجاحات عديدة وكانت أفضل نتائجها الوصول لنهائي بطولة بروسلز الترابية ولكنها خسرت النهائي الثالث على التوالي. وشهدت الفترة من النصف الثاني لعام 2012 وحتى منتصف عام 2013 فترة من أسوأ فترات سيمونا الرياضية حيث تعرضت للعديد من الخسائر في الأدوار الأولى وأيضا عطلتها الإصابات في بداية 2013 لتلقي هذه الفترة بظلال عديدة حول مستقبلها في رياضة التنس وعن مدى قدرتها على تحقيق النجاح الذي حققته على مستوى الناشئات.

## 2013 وانطلاقة طال إنتظارها
بعد سنوات من التخبط وعدم النجاح جاءت انطلاقاتها الحقيقية عام 2013 في بطولة روما من فئة التسعمائة نقطة حيث وصلت لنصف النهائي بعد فوزها على لاعبات مثل رادفانسكا ويانكوفيتش وفينشي وكوزنتسوفا وكان الفوز علي رادفانسكا المصنفة الرابعة عالميا حينذاك هو نقطة التحول حيث قالت سيمونا بعد ذلك: «كنت دوما أعتقد أنني لا أستطيع الفوز على لاعبات بهذا المستوى ...». بعد ذلك جاء أول لقب في مسيرتها وهو لقب نورنبرج ضد إندريا بيتكوفيتش في النهائي وكانت قد فازت علي لوسي سافاروفا في نصف النهائي، وفي الأسبوع التالي مباشرة فازت سيمونا ببطولة هولندا العشبية وفازت على لاعبات من العشرين الأوائل عالميا مثل فينشيوكارلا سواريز نافارو ثم هزمت في النهائي كريستين فليبكنز. بعد إقصائين مبكرين في فرنسا المفتوحة وويمبلدون بسبب صعوبة القرعة كونها كانت غير مصنفة عادت سيمونا للفوز بالبطولات حيث حققت بطولة بودابست الترابية، في موسم الصلب الأمريكي حققت هاليب نتيجة جيدة في سينسناتي حيث وصلت لربع النهائي متخطية لاعبات مثل سمانثا ستوسر وماريون بارتولي وجاءت بطولة نيوهافين لتكون أكبر بطولاتها وأولى بطولاتها على الصلب حيث فازت على لاعبتين من المصنفات العشرة الأوائل عالميا وهما كارولين فوزنياكي وبيترا كفيتوفا بعروض «مذهلة» إلى حد ما. بعد ذلك حققت سيمونا أفضل دور لها في الجراند سلام وهو الدور الرابع في بطولة أمريكا المفتوحة قبل الخسارة من الإيطالية فلافيا بينيتا. وأنهت العام بلقبي بطولتي موسكو وصوفيا على الأراضي الصلبة لتكون قد حققت ستة ألقاب في 2013 على جميع الأرضيات الترابية والصلبة الخارجية وداخل القاعات والعشبية واختتمت العام في التصنيف الحادي عشر عالميا وحصلت على جائزة أفضل اللاعبات تطورا في العام المقدمة من رابطة تنس المحترفات لتسدل الستار على موسم مميز شهد انطلاقة مذهلة للاعبة قادمة بسرعة لعالم التنس النسائي.

## 2014 وتأكيد النجاح

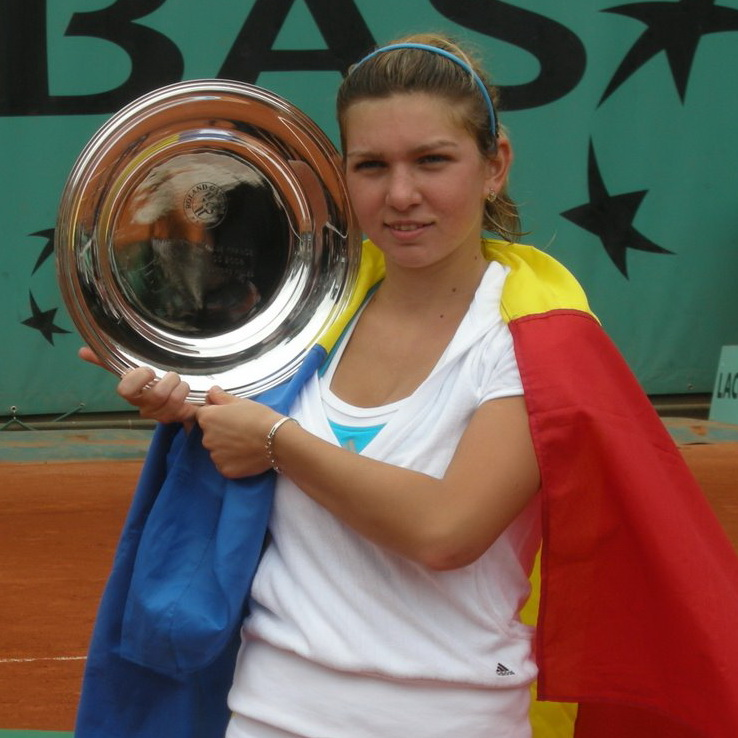
هاليب وهي تحمل كأس بطولة فرنسا المفتوحة للناشئات عام 2008

### أستراليا المفتوحة وأول الغيث
بدأت سيمونا عام 2014 محملة بضغوط المحافظة على نجاحها من العام السابق وإثبات ما إذا كانت قادرة على المنافسة على مستوي البطولات الأكبر وخاصة البطولات الأربع الكبرى. في أولى بطولات الجراند سلام في أستراليا المفتوحة استطاعت سيمونا تحقيق أفضل نتيجة لها في مشوارها بالوصول لربع النهائي عبر الفوز على إحدى المصنفات العشرة الأوائل يلينا يانكوفيتش. وبعدها كان الدخول لتصنيف العشرة الأوائل عالميا رسميا.

### الدوحة وبداية الألقاب الكبيرة
في فبراير من العام 2014 شاركت سيمونا في بطولة الدوحة من فئة التسعمائة نقطة واستطاعت تقديم بطولة مميزة تُوجت بالفوز بالبطولة وكانت هذه أكبر انتصاراتها حتى تلك اللحظة حيث فازت على ثلاثة لاعبين من العشرة الأوائل عالميا في طريقها للفوز بالبطولة وهنّ سارة إيراني وأنجليك كيربر ورادفانسكا. اضطرت سيمونا للانسحاب من البطولة التالية في دبي للإصابة ثم كانت مشاركتها في بطولة انديان ويلز الأمريكية واحدة من أكبر بطولات التنس عالميا واستطاعت الوصول لنصف النهائي قبل الخسارة من رادفانسكا عبر الفوز على لاعبات مثل لوسي سافاروفا وأوجيني بوشار.

### الموسم الترابي
بعد مشاركة متواضعة في بطولة شتوتجارت الترابية والخروج من الدور الأول، شاركت سيمونا في بطولة مدريد ذات الألف نقطة واستطاعت الوصول لأكبر نهائي لها في مشوارها بعد الفوز على لاعبات مثل انا ايفانوفيتش وسابين ليزيكي وبيترا كفيتوفا قبل أن تخسر في النهائي ضد ماريا شارابوفا.

### رولان جاروس والنهائي الأكبر
بعد الوصول للربع نهائي في أولى البطولات الأربع الكبري في أستراليا كان على سيمونا تأكيد النجاح، وبالفعل وصلت سيمونا إلى نهائي البطولة بعد عروض جيدة لم تخسر فيها أي مجموعة متجاوزة لاعبات مثل سلوان ستيفنز وبطلة الرولان السابقة كوزنتسوفا وبيتكوفيتش. وفي النهائي قدمت مباراة رائعة في واحد من أفضل نهائيات تنس السيدات في السنوات الأخيرة وكانت قريبة جداً من الفوز في المجموعة الحاسمة إلا أن ماريا شارابوفا إستطاعت حسم اللقب.

### ويمبلدون ونجاح جديد
بعد نجاحات على الملاعب الصلبة والترابية استطاعت سيمونا تأكيد قوتها على جميع الأرضيات بنجاح آخر على العشب. حيث وصلت لنصف النهائي عبر الفوز على سابين ليزيكي وصيفة العام الماضي وأحد أقوى اللاعبات على الملاعب العُشبية. لكن المشوار لم يكتمل بالخسارة من بوشار في نصف النهائي وكان للإصابة بالتواء في الكاحل في بداية المباراة أثر كبير في نتيجتها.

### بوخارست وبطولة في الديار
بعد بطولة ويمبلدون مباشرة لم تركن سيمونا للراحة مثل باقي اللاعبين الكبار ولكنها قامت بالمشاركة في بطولة بوخارست في موطنها والتي تُقام للمرة الأولى. لعبت سيمونا أمام جمهور غفير جميع مبارياتها وتوجت مشاركتها بالفوز بالبطولة وفازت في النهائي على الإيطالية روبرتا فينشي.

### الصلب الأمريكي وموسم الإحباطات
نتيجة لنجاحاتها في العام الأخير صعدت سيمونا هاليب التصنيف بسرعة حتى وصلت في شهر أغسطس 2014 إلى التصنيف الثاني عالمياً. لم تشارك سيمونا في بطولة كندا وعادت لبداية موسم الصلب الأمريكي في سينسناتي بأمريكا. لكن الجُزء الأخير من الموسم كان محبطاً وليس على مُستوي باقي العام، حيث خرجت من دور الثمانية في سينسناتي والدور الأول في نيوهافين، أما في أمريكا المفتوحة فقد خرجت وسط مفاجأة مدوية من الدور الثالث وسط خيبة أمل كبيرة.

### نهائيات سنغافورة وإنقاذ نهاية الموسم
عادت سيمونا للانتصارات في بُطولة بكين ذات الألف نقطة ووصلت إلى ربع النهائي بعد الفوز على أندريا بيتكوفيتش لكنها انسحبت قبل لعب ربع النهائي بسبب الإصابة.
شاركت سيمونا في البطولة لأول مرة وحققت أول انتصاراتها ضد سيرينا ويليامز في دور المجموعات وهي أقسى هزيمة تتعرض لها سيرينا في مشوارها الاحترافي، حيث فازت بشوطين فقط في المباراة. وبعد الفوز على أوجيني بوشار ورادفانسكا قابلت في النهائي قابلت سيمونا سيرينا مرة أخرى لكن هذه المرة استطاعت سيرينا حسم اللقب، لتُنهي سيمونا سنة 2014 في التصنيف الثالث عالميا وتسدل الستار على موسم كان رائعا لها حسب متابعي رياضة التنس.

## 2015 وطموحات جديدة
بعد قرابة العام ضمن المصنفات العشرة الأوائل عالميا دخلت سيمونا عام 2015 محملة بطموحات جديدة أهمها الحفاظ على النجاح ومحاولة الفوز بالبطولات الكبيرة خصوصا لقب الجراند سلام الذي يُعتبر حلمها الأكبر جنبا إلى جنب مع التأهل لبطولة نهاية الموسم في ستغافورة.

### شينزين وبداية مبشرة
بعد التخلي عن مدربها السابق البلجيكي ويم فيسيت والتعاقد مع مواطنها الروماني فيكتور يونيتا كانت التساؤلات عن مدى قدرة سيمونا على التأقلم وتحقيق نفس النجاح مع المدرب الجديد خصوصا بعد نجاحها في عام 2014 مع المدرب السابق. بدأت سيمونا الموسم عبر بوابة الصين وتحديدا بطولة شينزين من فئة الإنترناشيونال والتي كانت تشارك فيها أيضا المصنفة الرابعة عالميا بيترا كفيتوفا، وبعد بداية متوسطة في المباريات الأولى رفعت سيمونا أدائها واستطاعت الوصول للنهائي والفوز بالبطولة بأداء مميز ختمته بالفوز علي السويسرية تيميا باشينسكي التي كانت قد أقصت كفيتوفا في نصف النهائي.

### أستراليا المفتوحة وربع نهائي جديد
بعد الفوز ببطولة شينزين انسحبت سيمونا من بطولة سيدني الأسترالية وذلك لإصابتها بمرض فيروسي وهو ما أثر أيضا على إعدادها لبطولة أستراليا المفتوحة. في بطولة أستراليا استطاعت سيمونا الوصول لربع النهائي عبر أداء متوسط في مبارياتها الأولي وفي الدور الرابع قدمت مباراة ممتازة لتهزم اللاعبة البلجيكية يانين ويكماير والتي لم يسبق لسيمونا الفوز عليها في ثلاث مواجهات سابقة لتصل سيمونا لربع النهائي للمرة الثانية على التوالي في بطولة أستراليا، لكنها قدمت في النهائي أداء سيئا ضد اللاعبة الروسية ماكاروفا فخسرت المباراة بمجموعتين نظيفتين لتنهي سيمونا مشاركتها في البطولة بنتيجة متوسطة.

### دبي وعودة الثقة
بعد خسارتها في أستراليا كانت سيمونا تحتاج استعادة الثقة وهو ما حصلت عليه في بطولة دبي الإماراتية من فئة الخمس بطولات ذات التسعمائة نقطة، حيث حققت سيمونا البطولة بعد خمس انتصارات منها انتصار لرد الاعتبار ضد ماكاروفا وانتصار ضد كارولين فوزنياكي وفي النهائي فازت بمجموعتين نظيفتين ضد مفاجأة الموسم اللاعبة التشيكية كارولينا بليشكوفا لتضيف سيمونا لقبها العاشر في مسيرتها واللقب الثاني في الموسم ولقبها الثاني أيضا من فئة البريمير فايف بعد لقب الدوحة العام الماضي.

### أنديان ويلز وأكبر الألقاب
قبل بدأ مبارياتها في بطولة أنديان ويلز الأمريكية ذات الألف نقطة تلقت سيمونا خبرا سيئا بوفاة أحد أقاربها انتحارا وهو ما ألقى بالشكوك حول مشاركتها في البطولة لكنها قالت أنها ستشارك في البطولة لأن قريبها الراحل كان محبا للتنس وأنها ستحاول إخراج أسرتها من هذه المأساة بتحقيق الانتصارات؛ وبالفعل قدمت سيمونا بطولة يغلب عليها «الطابع القتالي» فعادت في نتائج المبارايات لكنها لم تقدم أفضل مستوياتها واستطاعت تحقيق اللقب بعد نهائي مميز ضد اللاعبة الصربية والبطلة السابقة للبطولة يلينا يانكوفيتش حيث كانت سيمونا متأخرة فعادت لتفوز بالبطولة بثلاث مجموعات؛ وكانت سيمونا قد فازت في مشوارها على لاعبات مثل كارولينا بليشكوفا وكارلا سواريز نافارو وكان من المفترض ملاقاة سيرينا ويليامز في نصف النهائي إلا أن الأمريكية انسحبت بداعي الإصابة لتحقق سيمونا أكبر ألقابها على الإطلاق بالفوز في خمس مباريات أربعة منهم في ثلاث مجموعات واستطاعت العودة بعد خسارة المجموعة الأولى ثلاث مباريات ليكون بذلك لقب أنديان ويلز هو اللقب الحادي عشر لسيمونا واللقب الثالث هذا الموسم وأول ألقابها من فئة الألف نقطة.

### ميامي وأطول سلسلة انتصارات
بعد الفوز بأكبر ألقابها في انديان ويلز كانت سيمونا أمام تحد آخر وهو تحقيق نتيجة إيجابية في بطولة ميامي ذات الألف نقطة وبالفعل تمكنت سيمونا من تحقيق نتيجة مميزة حيث وصلت لنصف النهائي محققة أطول سلسلة انتصارات في مشوارها الاحترافي برصيد 14 فوزا متتاليا لتفوز ببطولتي دبي وانديان ويلز ونصف نهائي ميامي ولم تتوقف الانتصارات إلا أمام المصنفة الأولى عالميا سيرينا ويليامز في مباراة «ماراثونية» انتهت بنتيجة 7-5 في المجموعة الفاصلة. يُشار إلى أن هاليب فازت في البطولة على لاعبات «كبار» مثل كاميلا جورجي وفلافيا بينيتا وسلوان ستيفنز بمجموعات نظيفة.

### إحباط منتصف الموسم
بعد البداية الجيدة على الأراضي الصلبة والفوز بثلاث ألقاب وتحقيق أطول سلسلة انتصارات؛ كانت الآمال معلقة على تكرار نجاحات الأراضي الترابية والعشبية التي حققتها في 2014، لكن هاليب عانت حينها من انخفاض كبير في المستوى واهتزاز في الثقة فلم تحقق سوى نصف نهائي شتوتجارت وروما وخسرت مبكرا في بطولة مدريد ورولان جاروس وويمبلدون لتصبح بذلك هذه الفترة هي أسوأ فتراتها علي الإطلاق منذ بدايتها في 2013 ونتج عن ذلك تغييرها لمدربها الروماني والحصول علي راحة طويلة قبل العودة في موسم الأراضي الصلبة الأمريكي.

### الأراضي الصلبة وشروق جديد
بعد الفترة الصعبة التي شهدتها سيمونا في موسم التراب والعشب عادت من جديد للتألق على الأراضي الصلبة وذلك بالوصول لنهائي تورنتو الكندية ذات الـ 900 نقطة بعد الفوز على لاعبات أمثال انجليك كيربر وردادفانسكا وسارة إيراني ثم خسرت من مفاجاة البطولة بليندا بنشيش في النهائي بعد الانسحاب في المجموعة الثالثة للإصابة، وكررت التألق بالوصول للنهائي في البطولة التالية في سينسناتي إلى أنها انهزمت ضد المصنفة الأولى سيرينا ويليامز. أما أفضل إنجازاتها في هذه الفترة فكان الوصول لنصف نهائي أمريكا المفتوحة للمرة الأولى في تاريخها وهو أفضل نتائجها على الأراضي الصلبة في الجراند سلام حيث وصلت لنصف النهائي بعد الفوز على اللاعبة فيكتوريا أزارينكا في ربع نهائي مميز لكنها توقفت مجددا لكن هذه المرة ضد الإيطالية بينيتا التي حققت الفوز بالبطولة في النهاية.

### نهاية موسم خافتة
بعد نجاحات موسم الصلب الأمريكي تراجعت نتائج سيمونا في الجزء الاخير من الموسم بسبب الإصابة والإرهاق ولم تُحقق أي نتائج تُذكر في موسم الصلب الآسيوي وحققت فوز واحد وهزيمتين في بطولة نهائيات الموسم في سنغافورة.

## 2016 ومدرب جديد

### بداية مزلزلة للموسم
بعد نهاية عام 2015 تعاقدت سيمونا مع المدرب دارين كاهيل الذي كان يعمل معها بشكل متقطع وهو مدرب سبق له تدريب اللاعب الأسترالي هيويت والأمريكي أندريه أجاسي لذا كانت الآمال معقودة على نتائج جيدة جراء هذا التعاون لكن جاءت بداية الموسم سيئة بشكل «مزلزل» حيث عانت سيمونا من الاصابات المتكررة والمرض وكما خرجت من الدور الأول في بطولة أستراليا المفتوحة، وبعدها قررت سيمونا التوقف لاجراء عملية الحاجز الأنفي ثم تراجعت عن هذا القرار في النهاية وأجلت العملية لتمثل بلادها في الفيد كاب لكنها تعرضت لسلسلة من الهزائم في بطولات دبي والدوحة ثم عادت سيمونا ببطء للانتصارات حيث وصلت لربع نهائي بطولتي اديان ويلز وميامي وهي نتائج مقبولة مقارنة ببداية الموسم.

### التراب والعودة للتألق
بدأت سيمونا الموسم الترابي بشكل ضعيف حيث خسرت في مجموعتين نظيفتين من الألمانية كيربر في الفيد كاب وكذلك من الألمانية الأخرى سيجموند في الدور الأول في شتوتجارت، لكنها عادت وبقوة حيث حققت بطولة مدريد ذات الألف نقطة لتضيف أكبر ألقابها مع بطولة انديان ويلز وأكبر ألقابها على الأراضي الترابية وفي مشوارها للفوز خسرت مجموعة واحدة في 6 مباريات حيث هزمت السويسرية باشينسكي والأسترالية ستوسر والسلوفاكية سيبلكوفا ثم فازت بالبطولة.
بعد أن خسرت سيمونا في الدور الثاني لبطولة رولان جاروس في عام 2015 كانت تتطلع لتحقيق نتيجة أفضل هذا الموسم وبالفعل وصلت للدور الرابع لكنها خسرت من ستوسر في مباراة تخللها توقفات لعدة أيام بسبب الأمطار.

### العشب وربع نهائي جديد
لم تلعب سيمونا أي بطولة استعدادية على الأراضي العشبية بسبب الإصابة لكنها استطاعت الوصول لربع نهائي ويمبلدون بعد الفوز على اللاعبات سكيافوني وبريتنز وماديسون كيز لتتوقف ضد كيربر في مجموعتين متقاربتين، لتكون هذه أفضل نتائجها في ويمبلدون بعد نصف نهائي عام 2014.

### العودة للديار
اشتركت سيمونا في بطولة بوخارست الترابية في بلادها وفازت بالبطولة حيث حققت الفوز بالمباراة النهائية بدون خسارة أي شوط في رقم مميز لا يتكرر كثيرا.

### مونتريال وأسبوع رائع
عادت سيمونا للأراضي الصلبة وهي تتطلع لاستعادة ذاكرة الانتصارات على أرضيتها المفضلة بعد زلزال بداية الموسم وبالفعل كانت البداية جيدة حيث حققت لقب بطولة مونتريال ذات الـ 900 نقطة وحققت ذلك بالفوز على أربع لاعبات سبق لهن الفوز عليها في المواجهة الأخيرة ضد سيمونا وهن الأسترالية جافريلوفا والتشيكية بليشكوفا والألمانية كيربر والروسية كوزنتسوفا ثم فازت في النهائي على الأمريكية ماديسون كيز بمجموعتنين نظيفتين، ومما زاد من قيمة هذا الفوز أنها وصلت أيضا لنهائي البطولة في فئة الزوجي لأول مرة في مسيرتها لتسدل الستار على أسبوع رائع من التنس واستعادة ذاكرة الفوز على الملاعب الصلبة.

## قضية مخالفة لوائح المنشطات
تعرضت هاليب للإيقاف بشكل مؤقت في أكتوبر 2022، ثم عوقبت في سبتمبر 2023 بالإيقاف أربع سنوات بداعي مخالفة لوائح المنشطات، لكنها تقدمت بطعن ضد العقوبة لدى المحكمة الرياضية، وفي 5 مارس 2024 صدر حكم من محكمة التحكيم الرياضي في لوزان بتخفيض عقوبة إيقاف لاعبة من أربع سنوات إلى تسعة أشهر حيث استطاعت العودة للملاعب بعد أن نفذت بالفعل الإيقاف لمدة تسعة أشهر ضمن فترة الإيقاف المؤقت.

## روابط خارجية
- سيمونا هاليب على موقع IMDb (الإنجليزية)
- سيمونا هاليب على موقع رابطة محترفات التنس (الإنجليزية)
- سيمونا هاليب على موقع الاتحاد الدولي لكرة المضرب (الإنجليزية)
- سيمونا هاليب على موقع كأس بيلي جين كينغ (الإنجليزية)
- سيمونا هاليب على موقع بطولة ويمبلدون (الإنجليزية)
- سيمونا هاليب على موقع خلاصة التنس.كوم (الإنجليزية)
- سيمونا هاليب على موقع إي إس بي إن.كوم (الإنجليزية)
- سيمونا هاليب على موقع اللجنة الأولمبية الدولية (الإنجليزية)
- سيمونا هاليب على موقع أوليمبيديا (الإنجليزية)
- سيمونا هاليب على موقع AS.com (الإسبانية)